# Titanus
Titanus é um gênero de insetos da ordem Coleoptera e da família Cerambycidae, subfamília Prioninae, classificado por Jean Guillaume Audinet-Serville em 1832; contendo uma única espécie (táxon monotípico) de besouro denominada Titanus giganteus e inicialmente descrita com o nome Cerambyx giganteus por Linnaeus, em 1771; sendo este considerado um dos maiores insetos extantes e o maior besouro de sua família, cujos integrantes são conhecidos por besouros serradores ou serra-paus.
O termo Titanus provém do grego antigo Τιτᾶν (titã), que significa "gigante"; "beemote", um grande animal, citado e descrito no livro de Jó, cuja exata identidade é desconhecida; "colosso", uma estátua de proporções gigantescas ou pessoa, ou animal, de grandes porporções; "peso pesado"; sendo "titã", na mitologia grega, cada um dos gigantes que quiseram escalar o céu para destronar Zeus.